# Tourville-les-Ifs
Tourville-les-Ifs är en kommun i departementet Seine-Maritime i regionen Normandie i norra Frankrike. Kommunen ligger i kantonen Fécamp som tillhör arrondissementet Le Havre. År 2022 hade Tourville-les-Ifs 736 invånare.

## Befolkningsutveckling
Antalet invånare i kommunen Tourville-les-Ifs
| Referens: INSEE |